# Cleptinae
Sous-famille
Les Cleptinae sont une sous-famille d'hyménoptères de la famille des Chrysididae.

## Liste des genres
Selon NCBI (7 mai 2019) :
- genre Cleptes Latreille, 1802

Auquel certaines sources ajoutent :
- genre Cleptidea Mocsáry, 1904

## Taxonomie
Selon l'UBIO cette sous-famille aurait été décrite par Lynn Siri Kimsey et Richard Mitchell Bohart en 1991, alors que pour Paleobiology Database Pierre-André Latreille en est l'auteur en 1802.